# San Pedro de Copán
San Pedro de Copán est une municipalité du Honduras, située dans le département de Copán. La municipalité de San Pedro de Copán comprend 6 villages et 91 hameaux. Elle est fondée en 1887.

## Source de la traduction
- (en) Cet article est partiellement ou en totalité issu de l’article de Wikipédia en anglais intitulé « San Pedro de Copán » (voir la liste des auteurs).